# Duke Ellington Song Book Two
Duke Ellington Song Book Two — студийный альбом американской певицы Сары Воан, выпущенный в 1980 году на лейбле Pablo Records. Продолжение первого трибьют-альбома Дюку Эллингтона.

## Отзывы критиков
| Оценки критиков               | Оценки критиков |
| Источник                      | Оценка          |
| ----------------------------- | --------------- |
| AllMusic                      | [ 1 ]           |
| Encyclopedia of Popular Music | [ 2 ]           |

Скотт Яноу из AllMusic: «С помощью трубача Уэймона Рида, флейтиста Фрэнка Весса, саксофониста Эдди Винсона и неожиданного вокала, а также нескольких перекрывающихся ритм-секций Сэсси звучит в отлично на протяжении всего этого концерта. Основные моменты включают „I’T Got Nothing but the Blues“, „Chelsea Bridge“, „Rocks in My Bed“, „I Got It Bad“ и „Mood Indigo“, но все 11 номеров стоит послушать».

## Список композиций
1. «I Ain’t Got Nothin' But the Blues» (Дюк Эллингтон, Дон Джордж) — 4:36
2. «Black Butterfly» (Дюк Эллингтон, Ирвинг Миллс) — 3:03
3. «Chelsea Bridge» (Билли Стрейхорн) — 3:26
4. «What Am I Here For?» (Дюк Эллингтон, Фрэнки Лейн) — 3:34
5. «Tonight I Shall Sleep (With a Smile on My Face)» (Дюк Эллингтон, Мак Гордон) — 3:59
6. «Rocks in My Bed» (Дюк Эллингтон) — 5:22
7. «I Got It Bad (and That Ain’t Good)» (Дюк Эллингтон, Пол Фрэнсис Уэбстер) — 4:31
8. «Everything But You» (Дюк Эллингтон, Дон Джордж, Гарри Джеймс) — 5:29
9. «Mood Indigo» (Barney Bigard, Дюк Эллингтон, Ирвинг Миллс) — 5:04
10. «It Don’t Mean a Thing (If It Ain’t Got That Swing)» (Дюк Эллингтон, Ирвинг Миллс) — 2:29
11. «Prelude to a Kiss» (Дюк Эллингтон, Мак Гордон, Ирвинг Миллс) — 5:58

## Участники записи
- Альт-саксофон, вокал — Эдди Винсон
- Бас-гитара — Энди Симпкинс, Билл Уокер
- Ударные — Чарльз Рэндалл, Грейди Тейт, Рой Маккарди
- Флейта — Фрэнк Уэсс
- Гитара — Баки Пиццарелли, Джо Пасс, Крошка Крейтон
- Фортепиано — Джимми Роулз, Ллойд Гленн, Майк Уоффорд
- Продюсер — Норман Гранц
- Труба, флюгельгорн — Уэймон Рид